# Železniško postajališče Orehova vas
Železniško postajališče Orehova vas (včasih se je imenovalo Slivnica) je eno izmed železniških postajališč v Sloveniji, ki oskrbuje bližnji naselji Slivnica pri Mariboru in Orehova vas. Nahaja se ob cesti med obema krajema.